# Xorides maculiceps
Xorides maculiceps är en stekelart som först beskrevs av Cameron 1906.  Xorides maculiceps ingår i släktet Xorides och familjen brokparasitsteklar. Inga underarter finns listade i Catalogue of Life.